# Rouge de Belgique
Ne doit pas être confondu avec le Rouge belge, un marbre rouge, extrait à Rance.
La rouge de Belgique est une race bovine belge. C'est un nouveau nom qui remplace celui de rouge de Flandre occidentale. Elle est considérée comme en danger d'extinction.

## Origine
Elle appartient au rameau Rouge de la Baltique. Au XIXe siècle, deux populations voisines rouges étaient élevées en Flandres, la Cassel et la Furnes-Ambacht (en néerlandais : Veurne-Ambacht). La zone d'élevage a été dévastée par les champs de bataille de la Première Guerre mondiale, réduisant considérablement les deux populations. Pour reconstituer rapidement un cheptel, les deux groupes ont été fusionnés, donnant la race rouge de Flandres occidentales.

## Morphologie
Elle porte une robe rouge. Les vaches mesurent en moyenne 138 cm pour 725 kg et les taureaux, 153 cm pour 1 200 kg. Elle est robuste sa masse musculaire est bien développée et elle a une forte ossature.

## Aptitudes
C'est une race classée mixte.